# Новая (Западнодвинский район)
 Новая  — деревня в Западнодвинском муниципальном округе Тверской области.

## География
Находится в юго-западной части Тверской области на расстоянии приблизительно 11 км по прямой на север по прямой от районного центра города Западная Двина на левобережье реки Западная Двина.

## История
Деревня была отмечена уже только на карте 1991 года. До 2020 года входила в состав ныне упразднённого Западнодвинского сельского поселения.

## Население
Численность населения: 1 человек (русские 100 %) в 2002 году, 0 в 2010.